# Morti nel 2024/Novembre
| Questa pagina contiene informazioni ricavate automaticamente dalle voci biografiche con l'ausilio del template Bio e di un bot. L'aggiornamento è periodico e automatico e ricostruisce completamente la pagina. Se manca una persona in questa lista, sei pregato di non aggiungerla, ma accertati piuttosto che la sua voce biografica contenga il template Bio e che i dati anagrafici siano correttamente compilati. Se il template Bio manca, inseriscilo tu stesso o, in alternativa, metti l'avviso {{tmp\|Bio}} che ne segnala la mancanza. Se i dati riportati sono sbagliati, correggi direttamente la voce biografica; le modifiche saranno visibili in questa lista entro pochi giorni. Per chiarimenti vedi il progetto biografie. La lista contiene solo le 165 persone che sono citate nell'enciclopedia e per le quali è stato implementato correttamente il template Bio. Pagina aggiornata al 18 ago 2025. |

- 1º novembre - Luís Onmura, judoka brasiliano (n. 1960)
- 1º novembre - Franco Ottolenghi, giornalista e saggista italiano (n. 1936)
- 1º novembre - Michael Ruse, filosofo britannico (n. 1940)
- 1º novembre - Gianpaolo Silvestri, politico e giornalista italiano (n. 1954)
- 2 novembre - Mack Daughtry, cestista statunitense (n. 1946)
- 2 novembre - Clement Quartey, pugile ghanese (n. 1938)
- 2 novembre - Alan Rachins, attore statunitense (n. 1942)
- 3 novembre - Quincy Jones, arrangiatore, direttore d'orchestra e produttore discografico statunitense (n. 1933)
- 4 novembre - Luigi Bodi, calciatore e allenatore di calcio italiano (n. 1934)
- 4 novembre - Vincenzo Ferro, attore e doppiatore italiano (n. 1925)
- 4 novembre - Kiki Håkansson, modella svedese (n. 1929)
- 4 novembre - Bernard Marcus, imprenditore statunitense (n. 1929)
- 4 novembre - Agnaldo Rayol, cantante, attore e showman brasiliano (n. 1938)
- 4 novembre - Renato Serio, compositore, arrangiatore e direttore d'orchestra italiano (n. 1946)
- 4 novembre - Angelo Trimarco, critico d'arte, giornalista e filosofo italiano (n. 1941)
- 5 novembre - Marise Chamberlain, mezzofondista neozelandese (n. 1935)
- 5 novembre - Eileen Diss, scenografa britannica (n. 1931)
- 5 novembre - Marilù Eustachio, artista italiana (n. 1934)
- 5 novembre - Brendan McCann, cestista statunitense (n. 1935)
- 5 novembre - David P. Farrington, criminologo e psicologo britannico (n. 1944)
- 6 novembre - Dorothy Allison, scrittrice, saggista e antropologa statunitense (n. 1949)
- 6 novembre - John Dempsey, calciatore irlandese (n. 1946)
- 6 novembre - Christian Godard, fumettista e illustratore francese (n. 1932)
- 6 novembre - Pavel Klimenko, generale russo (n. 1977)
- 6 novembre - Guglielmo Mecozzi, calciatore italiano (n. 1936)
- 6 novembre - John Nott, politico britannico (n. 1932)
- 6 novembre - Madeleine Riffaud, poetessa, giornalista e partigiana francese (n. 1924)
- 6 novembre - Fabio Sartor, attore italiano (n. 1954)
- 6 novembre - Daniel Spoerri, danzatore, coreografo e pittore rumeno (n. 1930)
- 6 novembre - Tony Todd, attore e doppiatore statunitense (n. 1954)
- 7 novembre - Jürgen Becker, poeta e scrittore tedesco (n. 1932)
- 7 novembre - Louis Edward Gelineau, vescovo cattolico statunitense (n. 1928)
- 7 novembre - John C. Hartigan, effettista statunitense (n. 1957)
- 7 novembre - Sergio Los, architetto italiano (n. 1934)
- 7 novembre - Ivan Čarota, traduttore, filologo e critico letterario bielorusso (n. 1952)
- 8 novembre - Michael Eitan, politico israeliano (n. 1944)
- 8 novembre - Alberto Frizziero, politico, giornalista e imprenditore italiano (n. 1936)
- 8 novembre - Geneviève Grad, attrice francese (n. 1944)
- 8 novembre - George Lehmann, cestista e allenatore di pallacanestro statunitense (n. 1941)
- 8 novembre - Rachid Mekhloufi, calciatore e allenatore di calcio francese (n. 1936)
- 8 novembre - Rosa Mogliasso, scrittrice italiana (n. 1960)
- 8 novembre - Ricky Shayne, cantante e attore francese (n. 1944)
- 8 novembre - June Spencer, attrice britannica (n. 1919)
- 9 novembre - Hassan Akesbi, calciatore marocchino (n. 1934)
- 9 novembre - Bobby Allison, pilota automobilistico statunitense (n. 1937)
- 9 novembre - Arturo Carsetti, filosofo italiano (n. 1940)
- 9 novembre - Pier Luigi Cignani, calciatore e allenatore di calcio italiano (n. 1940)
- 9 novembre - Lou Donaldson, sassofonista statunitense (n. 1926)
- 9 novembre - José Garrido, calciatore e allenatore di calcio portoghese (n. 1960)
- 9 novembre - Frank Hartmann, lottatore tedesco orientale (n. 1949)
- 9 novembre - Judith Jamison, ballerina, coreografa e direttrice artistica statunitense (n. 1943)
- 9 novembre - Ella Jenkins, cantante statunitense (n. 1924)
- 9 novembre - Ram Narayan, musicista indiano (n. 1927)
- 10 novembre - Barbara Aland, teologa, grecista e filologa classica tedesca (n. 1937)
- 10 novembre - Galliano Juso, produttore cinematografico e sceneggiatore italiano (n. 1937)
- 10 novembre - Dallas Long, pesista statunitense (n. 1940)
- 11 novembre - Marco Angulo, calciatore ecuadoriano (n. 2002)
- 11 novembre - Frank Auerbach, pittore tedesco (n. 1931)
- 11 novembre - Ivica Rajković, direttore della fotografia croato (n. 1935)
- 12 novembre - Bronisław Bernacki, vescovo cattolico ucraino (n. 1944)
- 12 novembre - Roy Haynes, batterista statunitense (n. 1925)
- 12 novembre - Michael Hübner, pistard tedesco (n. 1959)
- 12 novembre - Otepa Kalambay, calciatore della Repubblica Democratica del Congo (n. 1948)
- 12 novembre - Thomas Eugene Kurtz, matematico e informatico statunitense (n. 1928)
- 12 novembre - René Marchand, giornalista e saggista francese (n. 1935)
- 12 novembre - Bent Mejding, attore e regista teatrale danese (n. 1937)
- 12 novembre - Song Jae-rim, attore e modello sudcoreano (n. 1985)
- 12 novembre - Coşkun Taş, calciatore turco (n. 1935)
- 12 novembre - Vardis Vardinoyannis, armatore e imprenditore greco (n. 1933)
- 12 novembre - Timothy West, attore britannico (n. 1934)
- 13 novembre - Franco Ferrarotti, sociologo, scrittore e politico italiano (n. 1926)
- 13 novembre - Dan Hennessey, doppiatore e attore canadese (n. 1942)
- 13 novembre - Nyedzi Kpokpoya, cestista francese (n. 1976)
- 13 novembre - Shuntarō Tanikawa, poeta, scrittore e traduttore giapponese (n. 1931)
- 13 novembre - Luis Ernesto Tapia, calciatore panamense (n. 1944)
- 14 novembre - Alberto Monaci, politico italiano (n. 1941)
- 14 novembre - Umberto Regina, filosofo e storico della filosofia italiano (n. 1937)
- 14 novembre - Peter Sinfield, paroliere, musicista e produttore discografico britannico (n. 1943)
- 15 novembre - Trygve Bornø, calciatore e dirigente sportivo norvegese (n. 1942)
- 15 novembre - Celeste Caeiro, operaia portoghese (n. 1933)
- 15 novembre - Béla Károlyi, allenatore di ginnastica artistica rumeno (n. 1942)
- 15 novembre - Ahmed Mohamed Mahamoud Silanyo, politico somalo (n. 1936)
- 15 novembre - István Nemere, scrittore e esperantista ungherese (n. 1944)
- 15 novembre - Aleksandr Pankratov, regista sovietico (n. 1946)
- 15 novembre - Frank Schäffer, calciatore tedesco (n. 1952)
- 15 novembre - Yuriko, principessa Mikasa, principessa giapponese (n. 1923)
- 16 novembre - Giuseppe Grassotti, allenatore di calcio italiano (n. 1938)
- 16 novembre - Pino Iacino, politico italiano (n. 1935)
- 16 novembre - Hamid Merakchi, calciatore e allenatore di calcio algerino (n. 1976)
- 16 novembre - Vladimir Škljarov, ballerino russo (n. 1985)
- 16 novembre - Svetlana Svetličnaja, attrice sovietica (n. 1940)
- 16 novembre - Giuliano Tullio, scenografo italiano (n. 1939)
- 17 novembre - Stefano Altieri, attore italiano (n. 1930)
- 17 novembre - Bernard Chiarelli, calciatore e allenatore di calcio francese (n. 1934)
- 17 novembre - Wesley Cox, cestista statunitense (n. 1955)
- 17 novembre - Renato Gavinelli, calciatore italiano (n. 1943)
- 17 novembre - Vincenzo Perrone, politico italiano (n. 1937)
- 17 novembre - Allan Svensson, attore svedese (n. 1951)
- 17 novembre - Hugo Villaverde, calciatore argentino (n. 1954)
- 17 novembre - Muazzez İlmiye Çığ, archeologa, antropologa e scrittrice turca (n. 1914)
- 18 novembre - Charles Dumont, cantante e compositore francese (n. 1929)
- 18 novembre - Junko Hori, attrice e doppiatrice giapponese (n. 1935)
- 18 novembre - Jan Keizer, arbitro di calcio olandese (n. 1940)
- 18 novembre - Bob Love, cestista statunitense (n. 1942)
- 18 novembre - Tarmo Oja, astronomo svedese (n. 1934)
- 18 novembre - György Pauk, violinista ungherese (n. 1936)
- 18 novembre - Colin Petersen, batterista australiano (n. 1946)
- 19 novembre - Tony Campolo, pastore protestante e sociologo statunitense (n. 1935)
- 19 novembre - Fratello Metallo, francescano e cantautore italiano (n. 1946)
- 19 novembre - Orestes Rodríguez, scacchista peruviano (n. 1943)
- 19 novembre - Jacques Schlosser, biblista e presbitero francese (n. 1939)
- 20 novembre - José Luis Azcona Hermoso, vescovo cattolico e missionario spagnolo (n. 1940)
- 20 novembre - Rino André Hansen, calciatore norvegese (n. 1970)
- 20 novembre - Ursula Haverbeck, attivista tedesca (n. 1928)
- 20 novembre - David Miller, filosofo britannico (n. 1942)
- 20 novembre - Impero Nigiani, pittore e incisore italiano (n. 1937)
- 20 novembre - Andy Paley, produttore discografico e compositore statunitense (n. 1952)
- 20 novembre - Mike Pinera, chitarrista statunitense (n. 1948)
- 20 novembre - Chad Posthumus, cestista canadese (n. 1991)
- 20 novembre - John Prescott, politico britannico (n. 1938)
- 20 novembre - Jodi Rell, politica statunitense (n. 1946)
- 21 novembre - Gianfranco Dalla Barba, schermidore e neurologo italiano (n. 1957)
- 21 novembre - Giuseppe Falco, cestista italiano (n. 1972)
- 21 novembre - Andrea Kékesy, pattinatrice artistica su ghiaccio ungherese (n. 1926)
- 21 novembre - Manfredo Pinzauti, fotografo italiano (n. 1964)
- 21 novembre - Jürgen Thormann, attore, doppiatore e regista tedesco (n. 1928)
- 21 novembre - Vicente de la Mata, calciatore argentino (n. 1944)
- 22 novembre - Kenny Aird, calciatore scozzese (n. 1947)
- 22 novembre - Mario Castellazzi, calciatore italiano (n. 1925)
- 22 novembre - Peter Fenwick, medico britannico (n. 1935)
- 22 novembre - Jean Jourden, ciclista su strada francese (n. 1942)
- 23 novembre - Luciano Garibaldi, giornalista e saggista italiano (n. 1936)
- 23 novembre - Chuck Woolery, conduttore televisivo, cantante e attore statunitense (n. 1941)
- 24 novembre - Breyten Breytenbach, scrittore, pittore e attivista sudafricano (n. 1939)
- 24 novembre - Bob Bryar, batterista statunitense (n. 1979)
- 24 novembre - Helen Gallagher, attrice, cantante e ballerina statunitense (n. 1926)
- 24 novembre - Yōji Kuri, regista e animatore giapponese (n. 1928)
- 24 novembre - Piergiovanni Malvestio, politico italiano (n. 1946)
- 24 novembre - Filippo Panseca, artista, designer e scenografo italiano (n. 1940)
- 24 novembre - Colin Renfrew, archeologo britannico (n. 1937)
- 24 novembre - Barbara Taylor Bradford, scrittrice e giornalista britannica (n. 1933)
- 25 novembre - Miguel Ángel Ayuso Guixot, cardinale e vescovo cattolico spagnolo (n. 1952)
- 25 novembre - Gianfranco Calligarich, scrittore, sceneggiatore e giornalista italiano (n. 1939)
- 25 novembre - Amalia Ciardi Dupré, scultrice italiana (n. 1934)
- 25 novembre - Earl Holliman, attore statunitense (n. 1928)
- 25 novembre - Keith R. Kernspecht, artista marziale tedesco (n. 1945)
- 25 novembre - John Tinniswood, supercentenario britannico (n. 1912)
- 26 novembre - Jim Abrahams, sceneggiatore e regista statunitense (n. 1944)
- 26 novembre - Karin Baal, attrice tedesca (n. 1940)
- 26 novembre - Jan Furtok, calciatore polacco (n. 1962)
- 26 novembre - André Lajoinie, politico francese (n. 1929)
- 26 novembre - Antonio Palazzo, giurista italiano (n. 1937)
- 27 novembre - Adam Somner, regista e produttore cinematografico britannico (n. 1967)
- 27 novembre - Mario Valeri, calciatore italiano (n. 1949)
- 28 novembre - Janine Connes, astronoma francese (n. 1934)
- 28 novembre - Prince Johnson, politico e generale liberiano (n. 1952)
- 28 novembre - Lasse Nielsen, regista, sceneggiatore e produttore cinematografico danese (n. 1950)
- 28 novembre - Silvia Pinal, attrice e produttrice televisiva messicana (n. 1931)
- 29 novembre - Marshall Brickman, sceneggiatore e regista statunitense (n. 1939)
- 29 novembre - Josef Jelínek, calciatore cecoslovacco (n. 1941)
- 29 novembre - Christiane Klapisch-Zuber, storica e docente francese (n. 1936)
- 29 novembre - Wayne Northrop, attore statunitense (n. 1947)
- 29 novembre - Peter Westbrook, schermidore statunitense (n. 1952)
- 30 novembre - Steve Alaimo, cantante statunitense (n. 1939)
- 30 novembre - Lou Carnesecca, allenatore di pallacanestro e dirigente sportivo statunitense (n. 1925)